# 111 Murray Street
111 Murray Street, kallas även 101 Tribeca, är en skyskrapa som ligger på Manhattan i New York, New York i USA.
Byggnaden uppfördes mellan 2015 och 2018 som en fastighet för bostäder. Den är 240,2 meter hög och har 60 våningar.